# 빌비
빌비는 반디쿠트목의 긴귀반디쿠트과에 속하는 사막에 사는 잡식성 유대류이다. 오스트레일리아에 유럽인들이 이주하기 전에는 2종이 존재했다. 1950년대에 1종이 멸종했으며, 나머지 한 종도 멸종 위험에 처해 있다.
"빌비"(bilby)라는 용어는 오스트레일리아 뉴사우스웨일스주 북부의 카밀라로이 지역의 토착 원주민 유왈라이족 언어에서 유래했으며, 긴코쥐를 의미한다. 웨스턴오스트레일리아주에서는 "달지트"(dalgite)로 알려져 있으며, 사우스오스트레일리아주에서는 "핑키"(pinkie)로도 불린다. 뉴사우스웨일스의 위라주리에서도 "빌비"라고 부른다.

## 분류
반티쿠트목 내에서 빌비의 분류학적 위치는 최근 몇 년 동안 변화했다. 1978년 보간(Vaughan)과 1990년의 그로브스(Groves)와 플랜네리(Flannery) 모두 이 과를 반디쿠트과로 분류했다. 1997년 키르쉬(Kirsch) 등은 이들을 뉴기니긴코반디쿠트과(Peroryctidae, 현재는 반디쿠트과의 아과(Peroryctinae)로 분류한다.)와 구별했다. 1997년 맥켄나(McKenna)와 벨(Bell) 또한 이들을 반디쿠트과로 분류했지만, 돼지발반디쿠트아과에 속하는 돼지발반디쿠트속의 자매군으로 설정했다.
- 긴귀반디쿠트속 (Macrotis)
  - 큰빌비 (M. lagotis)
  - † 작은빌비 (M. leucura)